# The Green Monarchs
The Green Monarchs was een tijdelijk project tijdens de Desert Sessions. De band maakte deel uit van de Palm Desert Scene.

## Biografie
De band werd opgericht tussen 1997 en 1998 als tijdelijk project tijdens de jamsessies in de opnamestudio Rancho de la Luna voor het muziekproject Desert Sessions van Josh Homme. De band heeft hierna geen muziekmateriaal meer opgenomen.   

## Discografie

### Albums
- 1998 - The Desert Sessions: Volumes 3 & 4

### Ep's
- 1998 - Volume 4: Hard Walls and Little Trips